# آنتیاس گوژپشت
آنتیاس گوژ پشت (نام علمی: Pseudanthias pleurotaenia) نام یک گونه از زیرخانواده آنتیاس‌ها است.